# Walther Funk
Walther Emanuel Funk (Trakehnen, llavors Prússia oriental, 18 d'agost de 1890 - Düsseldorf, 31 de maig de 1960) va ser un destacat líder nazi que va exercir com a Ministre del Reich per a l'Economia entre 1937 a 1945, coincidint amb el període de la Segona Guerra Mundial.

## Biografia
Fill d'uns comerciants de Königsberg, estudis lleis, economia i filosofia a la Universitat de Berlín i la de Leipzig. Va tractar d'allistar-se a l'exèrcit durant la Primera Guerra Mundial però va ser considerat "no apte per al servei". El 1920 va contreure matrimoni amb Luise Schmidt-Sieben, encara que alguns han assenyalat que en realitat estava ocultant les seves tendències homosexuals.
Després de la Primera Guerra Mundial es va convertir en redactor en cap del diari econòmic Berliner Börsenzeitung. La seva orientació política era d'un marcat caràcter conservador i anticomunista. En 1931 es va unir al Partit Nacional Socialista dels Treballadors Alemanys (NSDAP), com a mà dreta de Gregor Strasser. Durant aquesta època va ser l'encarregat d'administrar les donacions milionàries que rebien els nazis a partir d'homes de negocis i els grans magnats alemanys. Va ser diputat del Reichstag en 1932 i president del Comitè de Política Econòmica del Partit Nazi. En 1933, Funk va ser nomenat Secretari d'Estat en el Ministeri de Propaganda. Més tard, el 1938, va substituir a Hjalmar Schacht com a Ministre d'Economia del Tercer Reich. El gener de 1939 va ser nomenat president del Reichsbank, i amb això va guanyar un seient al Consell de direcció del Banc de Pagaments Internacionals (BPI) de Basilea.
Durant els Judicis de Nuremberg va ser acusat, al costat d'altres líders nazis, de crims contra la pau,  crims de guerra i crims contra la humanitat. Va descarregar les seves responsabilitats al capdavant del Reichsbank, acusant Göring de ser el veritable responsable a l'ombra. Tot i que la seva defensa va ser sempre que la seva importància dins del govern era escassa, i més en assumptes de guerra, se'l va considerar responsable dels delictes dels quals se l'acusava i va ser condemnat a cadena perpètua, pena que va complir a la presó de Spandau al costat d'altres jerarques nazis. Va ser alliberat el 1957 a causa dels seus problemes de salut. Abans de sortir de presó, va fer una curta pregària per Rudolf Hess, Albert Speer i Baldur von Schirach. Establert a Düsseldorf, va morir tres anys més tard.